# Husqvarna AB
Pour les articles homonymes, voir Husqvarna.
Husqvarna AB est une entreprise suédoise fondée en 1689. Manufacture royale à l'origine, elle fabriquait à l'époque des mousquets. Le logo de la marque représente d'ailleurs la vue de face d'un canon de mousquet rehaussé de ses organes de visée, et dans lequel prend place le "H" majuscule de la marque. 
Elle est vendue en 1757 à des propriétaires privés, et commence à explorer des domaines aussi divers que les armes de guerre (telles que la fabrication de dérivés du Gewehr 94), de chasse, les bicyclettes, les motocyclettes, les appareils ménagers, les machines à coudre ou les outils d'extérieur (tronçonneuses, tondeuses…).
Nombre de ces activités ont été abandonnées ou vendues, Husqvarna est aujourd'hui spécialisé dans la fabrication de produits à moteurs thermique et électrique pour l'extérieur, comprenant des tronçonneuses, débroussailleuses, tondeuses à gazon, tracteurs de jardin, produits de consommation d'arrosage, équipement de coupe et outils diamantés pour l'industrie de la construction et la pierre. 
Husqvarna sponsorise différentes initiatives locales, parmi lesquelles le club suédois de hockey sur glace HV71.

## Histoire

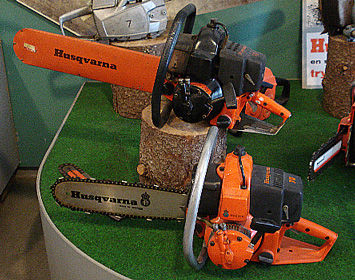
Tronçonneuses Husqvarna.

- 1959 : Husqvarna, société détachée de la manufacture d'arme Husqvarna Vapenfabriks Aktiebolag fondée en 1689, commence à fabriquer des tronçonneuses.
- 1969 : lancement du modèle 180, première tronçonneuse au monde avec système antivibrations intégré.
- 1978 : Electrolux rachète Husqvarna[1].
- 1987 : Vente de la filiale de fabrications de motos, qui devient Husqvarna Motorcycles, à Cagiva.
- 1997 : Vente de la filiale de fabrication de machines, qui devient VSM Group.
- 2006 : Husqvarna devient une société indépendante[1].
- 2007 : Rachat de l'entreprise allemande Gardena à Industri Kapital[2].

## Marques
Marques principales : Husqvarna, Gardena, McCulloch et Diamant Boart ;
Marques tactiques : Jonsered, Poulan, Weedeater, Dixon et Partner ;
Marques régionales: Klippo, Flymo, Zenoah et Bluebird.